# Neronius
Neronius (en el francés original, Résidus, tyran de Rome) fue una serie de historietas creada por el guionista Blareau y el dibujante Pierre Guilmard para la revista francesa Tintín en 1978 y desarrollada luego por Esegé para el mercado español.

## Trayectoria editorial
Résidus, tyran de Rome apareció en los números 146, 150, 152, 154 y 159 de la edición francesa de la revista Tintín.
Fue publicada con el título Neronius por la editorial española Bruguera en la revista Mortadelo. Al acabarse el material original, fue continuada por el dibujante Esegé, con el concurso de varios guionistas de la casa, como Jesús de Cos, Francisco Serrano Barrau y Armando Matías Guiu. También apareció en Bruguelandia entre 1981 y 1983.
Después del cierre de Bruguera, Esegé continuó dibujándola en 1987 para la revista Garibolo de Compañía General de Ediciones S.A., entonces con el título de Pomponivs Triponvm.